# Mecynogea lemniscata
Mecynogea lemniscata là một loài nhện trong họ Araneidae.
Loài này thuộc chi Mecynogea. Mecynogea lemniscata được Charles Athanase Walckenaer miêu tả năm 1842.